# Hami 001
Hami 001 – meteoryt kamienny należący do chondrytów oliwinowo-bronzytowych H 5, znaleziony w 2013 roku w regionie autonomicznym  Sinciang w Chinach. Meteoryt Hami 001 to pojedynczy okaz o masie 364 g i jest jednym z osiemdziesięciu czterech oficjalnie zatwierdzonych meteorytów w tym regionie. 